# 連雀 (掛川市)
連雀（れんじゃく）は、静岡県掛川市にある大字。

## 地理

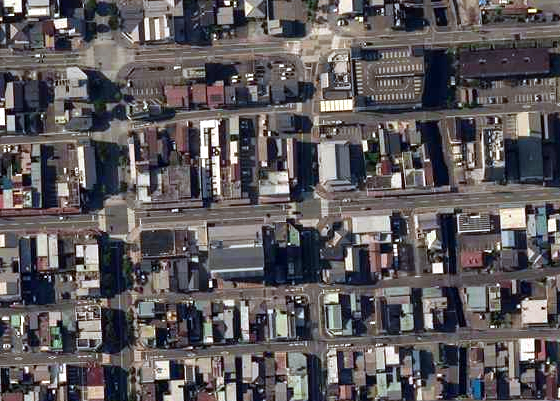
連雀の航空写真（2020年6月16日撮影）

静岡県掛川市の北部に位置する。合併前の旧掛川市においては南部に位置していた。東西に広がる長方形のような大字である。全域が平地であり商店が集積している。西から東に向かってかつての東海道が貫いており、現在は連雀商店街が広がっている。東端で神代地川と接している。
近隣には大字の名称と集落の名称とが一致しない地が散見されるが、連雀においては大字としての住所表記は「連雀」と記されるのに対し、集落としては他の大字とともに「町東部」を構成している。なお、大字としての連雀に関する一帯には、掛川市の自治区である連雀区が置かれている。連雀区は龍尾神社の氏子区域であり、掛川祭において「おいとこ」や「吉原雀」といった手踊りを披露することでも知られている。

### 河川
- 神代地川

## 歴史
連雀と呼ばれている地は、もともとは遠江国佐野郡掛川宿の一部であった。具体的には、掛川宿のうち連尺町が、のちの大字としての「連雀」と「城下」に該当する。掛川宿は、山内氏領となったが、江戸時代に入ると掛川藩領となった。連尺町と中町には本陣が置かれていた。なお、連尺町は享保3年に新伝馬町に指定されている。明治元年には駿府藩領となり、明治2年には静岡藩領となった。この掛川宿の連尺町の一部が、のちの大字としての連雀に該当する。
町村制が施行された1889年（明治22年）に掛川宿は下俣町、十九首町、仁藤村の大部分、大池村の一部、葛川村の一部と合併することになり、掛川町が発足した。その後の度重なる市町村合併を経て、この地は掛川市の一部となった。

### 地名の由来
掛川宿の連尺町は、連尺を背負って行商する商人の座として連尺座が開設されていたことから、それに因んで「連尺町」と呼ばれるようになった。なお、掛川宿の連尺町は、もともと「連尺町」と表記されており、時に「連着町」と表記されることもあった。しかし、明治以降は「連雀町」と表記されるようになった。

### 沿革
- 1871年 - 佐野郡が静岡県に移管。
- 1871年 - 佐野郡が浜松県に移管。
- 1876年 - 佐野郡が静岡県に移管。

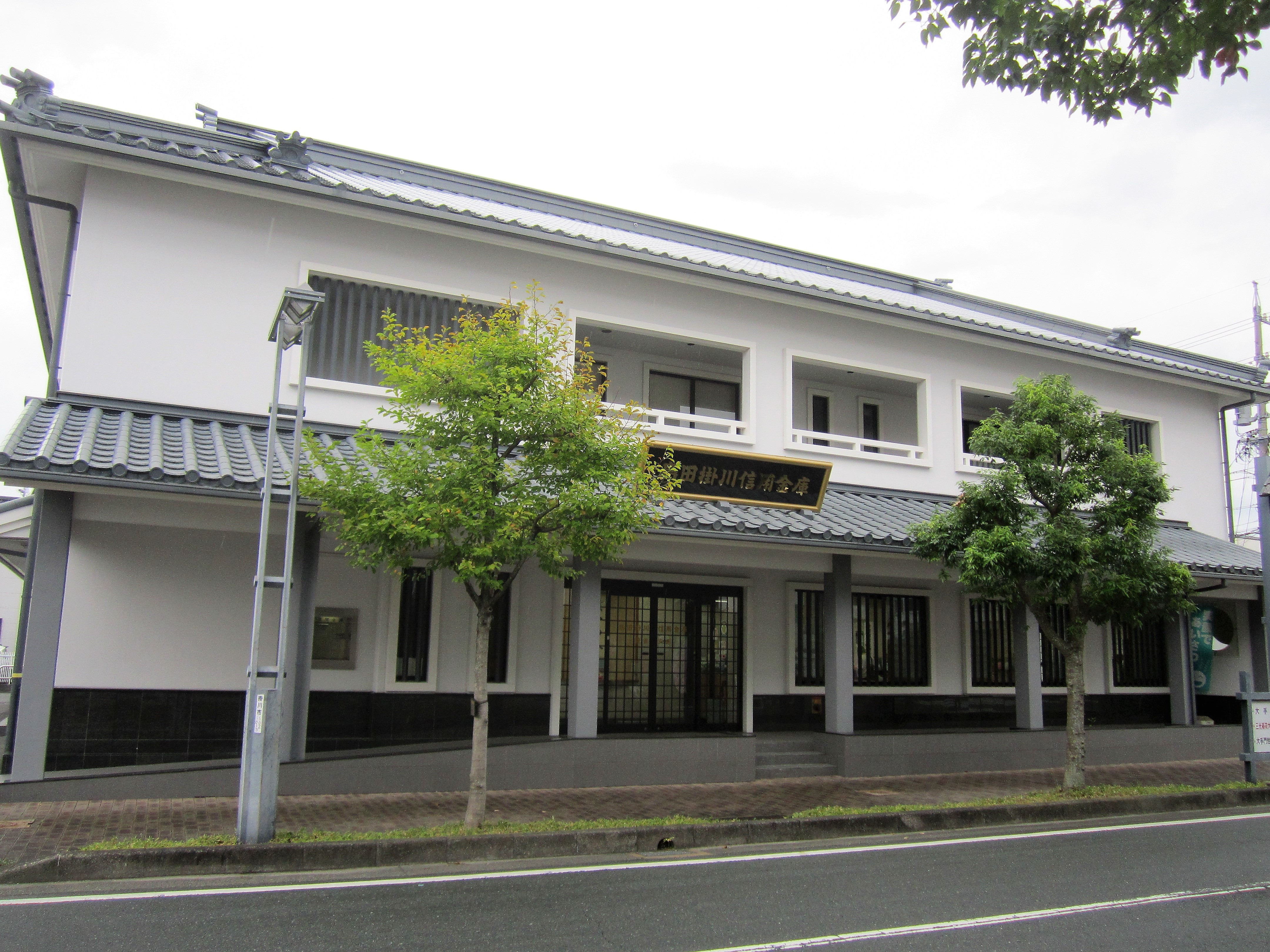
城下町風の外観をみせる島田掛川信用金庫連雀支店（2019年10月21日撮影）

- 1889年 - 静岡県佐野郡掛川宿、下俣町、十九首町、仁藤村の大部分、大池村の一部、葛川村の一部が合併して掛川町を設置。
- 1896年 - 静岡県佐野郡、城東郡が合併して小笠郡を設置。
- 1954年 - 静岡県小笠郡掛川町が曽我村、東山口村を編入して掛川市を設置。

## 世帯数と人口
2024年（令和6年）3月末日現在の世帯数と人口は以下の通りである。
| 大字 | 世帯数 | 人口  |
| ---- | ------ | ----- |
| 連雀 | 57世帯 | 128人 |

## 事業所
2021年（令和3年）現在の事業所数と従業員数は以下の通りである。
| 大字 | 事業所数 | 従業員数 |
| ---- | -------- | -------- |
| 連雀 | 52事業所 | 208人    |

## 小・中学校の学区
公立小・中学校に通う場合、学区は以下の通りとなる。
| 自治区 | 小学校             | 中学校           |
| ------ | ------------------ | ---------------- |
| 連雀区 | 掛川市立第一小学校 | 掛川市立東中学校 |

## 交通

### バス
- しずてつ掛川大東浜岡線 - 連雀停留所
- 掛川バスサービス市街地循環線 - 連雀停留所
- 掛川バスサービス粟本線 - 連雀停留所
- 掛川バスサービス居尻線 - 連雀停留所
- 掛川バスサービス桜木線 - 連雀停留所
- 掛川バスサービス倉真線 - 連雀停留所
- 掛川バスサービス東山線 - 連雀停留所

### 道路
- 静岡県道37号掛川浜岡線
- 静岡県道254号掛川停車場線

## 施設

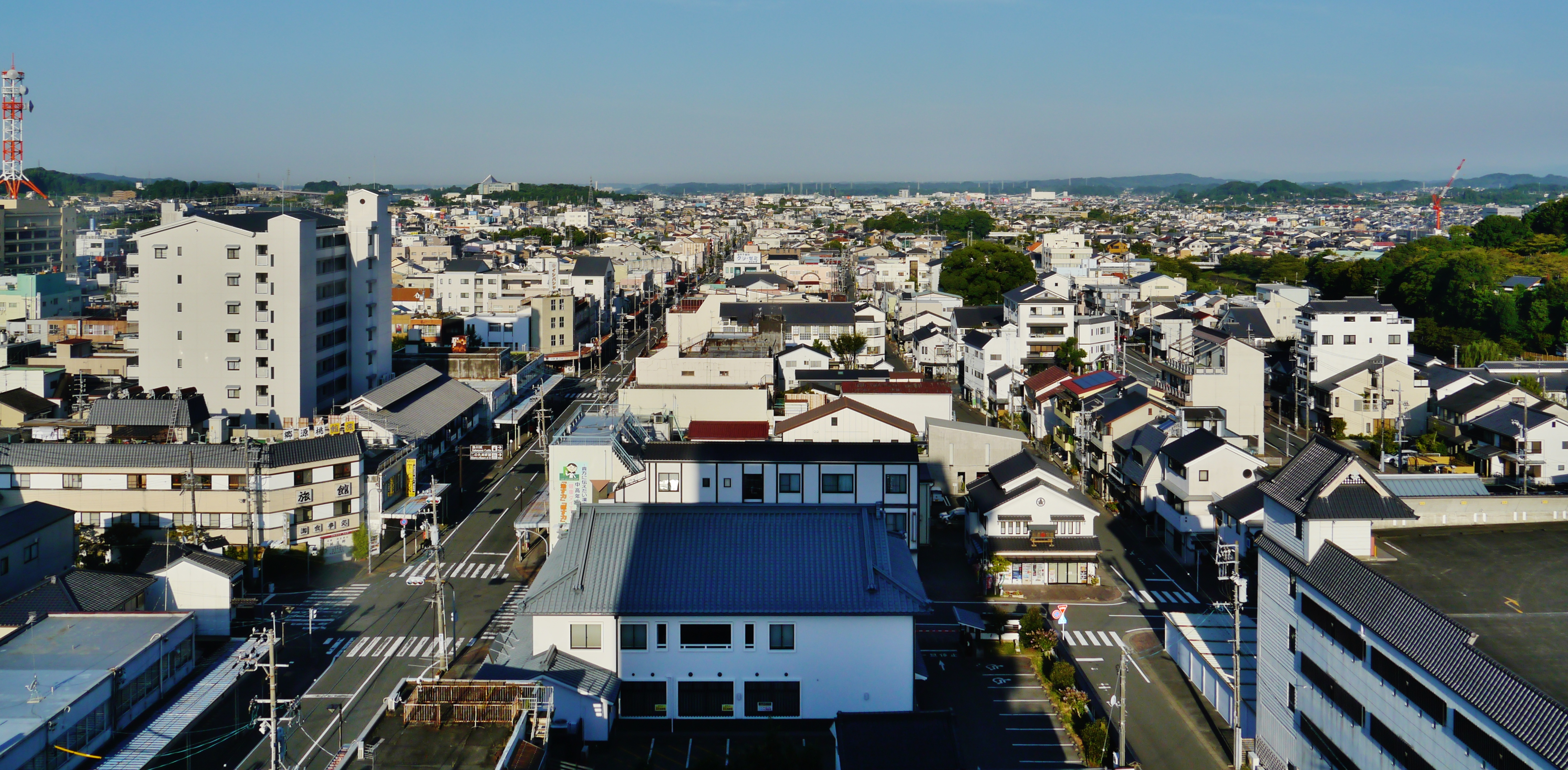
連雀通（手前左～奥中央）と連雀の街並み（左）（2019年10月撮影）

- 連雀ニューセンター[13]
- 第一学院高等学校掛川キャンパス[14]
- 疋田医院[15]
- 島田掛川信用金庫連雀支店[16]
- 連雀商店街振興組合[17]

## その他

### 郵便
- 郵便番号：436-0093[3]（集配局：掛川郵便局）

### 警察
警察の管轄区域は以下の通りである。
| 番地 | 警察署     | 交番・駐在所 |
| ---- | ---------- | ------------ |
| 全域 | 掛川警察署 | 掛川駅前交番 |

### 消防
消防の管轄区域は以下の通りである。
| 番地 | 消防署・分署 | 消防団分団 |
| ---- | ------------ | ---------- |
| 全域 | 中央消防署   | 掛川分団   |

### 自衛隊
陸上自衛隊の管轄区域は以下の通りである。
| 番地 | 方面隊     | 師団・旅団 | 部隊               |
| ---- | ---------- | ---------- | ------------------ |
| 全域 | 東部方面隊 | 第一師団   | 第三十四普通科連隊 |

### 註釈
1. ↑  DIGITALIO・C-POTのウェブページのtitleタグには「れんじやくちよう」[9]と表記されているが、本文の遠江国佐野郡掛川宿連尺町に関する記述においては「れんじゃくまち」[9]と表記されている。
2. ↑  静岡県掛川市のうち旧掛川市においては、自治区ごとに小・中学校の学区が定められている[12]。